# Acanthonevra trigonina
Acanthonevra trigonina är en tvåvingeart som först beskrevs av Zia 1963.  Acanthonevra trigonina ingår i släktet Acanthonevra och familjen borrflugor. Inga underarter finns listade i Catalogue of Life.